# إدوارد آرثر دونفي
إدوارد آرثر دونفي (بالإنجليزية: Edward Arthur Dunphy)‏ هو محامي وقاضي أسترالي، ولد في 18 يونيو 1907 في برث في أستراليا، وتوفي في 29 يناير 1989 في Ormond, Victoria ‏ في أستراليا.